# Ciambella sorana
La ciambella sorana, detta ciammèlla è un prodotto a base di farina di grano tenero tipico della città di Sora.
Nasce da un'antica ricetta tramandata a voce che racconta la semplicità degli ingredienti usati, la lunga lavorazione e la necessità di avere sì un prodotto economico ma che si conservasse sufficientemente a lungo. Ultimamente, per tradizione, viene mangiata il giovedì, dato che la maggior parte dei cittadini la compra nei vari stand che si allestiscono in occasione del mercato, che da sempre si svolge a Sora ogni giovedì della settimana (mentre il sabato ha luogo il mercato “della verdura”, durante il quale vengono venduti per lo più alimenti freschi quali frutta, verdura, pesce, ecc.). È comunque possibile acquistare la ciambella tutti i giorni nei negozi delle famiglie che da sempre le producono, la famiglia Alonzi e la famiglia Tatangelo.
Si presenta come una ciambella lucida e dorata, croccante all'esterno e morbida internamente, ottima come semplice snack oppure accompagnata a salumi, formaggi, acciughe sotto sale o peperoni.
La ciambella sorana si prepara con farina di grano tenero, lievito di birra, sale, acqua, semi di anice e uova (non sempre).
L'impasto viene fatto lievitare per poco tempo. Quindi si formano le ciambelle intrecciando la pasta, si scottano in acqua bollente e si infornano per farle diventare croccanti.
Nel mese di maggio 2011 la ciambella sorana ha ottenuto dalla Giunta Comunale il DE.CO (denominazione comunale d'origine).

## La ricetta tradizionale
Tradizionalmente la preparazione della ciambella sorana iniziava alle otto di mattina del giorno precedente la vendita.
Si impastava insieme, a lungo ed in modo accurato, la farina con il lievito naturale ed un'adeguata quantità d'acqua. Poi si lasciava “riposare” per circa tre ore.
A questo punto la pasta veniva rimpastata aggiungendo altra acqua, sale, un pizzico di bicarbonato di sodio ed un po' di lievito di birra.
La pasta si lasciava lievitare ancora per tre ore, poi si passava alla formatura.  Si prelevava la giusta quantità di pasta variabile a seconda della pezzatura che si voleva ottenere e si stendeva, in forma di lunghi cilindri, sopra le tradizionali lastre di marmo che una volta costituivano il ripiano dei “tavoli da cucina”.
Si aggiungevano in modo uniforme, e nel giusto dosaggio, i semi di anice, si comprimeva la pasta per sagomare i tradizionali solchi laterali e poi si arrotolavano, saldando le due estremità, per formare le ciambelle.
Queste erano immerse in grosse caldaie di acqua molto calda, ma non bollente, e subito andavano a fondo tornando a galla dopo circa cinque minuti. Allora si raccoglievano infilando nel foro centrale un lungo cucchiaio di legno di faggio adagiandole su una “scifa” cioè un vassoio rettangolare anch'esso di faggio.
Le ciambelle, scolate ed asciugate, dopo circa mezz'ora si impilavano 8 o 10 la volta sopra un'altra “scifa” lasciandole a riposo fino alle due o le tre di notte, quando arrivava il momento di cuocerle di nuovo, ma questa volta in forno a temperatura media e per circa mezz'ora.
Le ciambelle erano così pronte per il consumo e venivano conservate e trasportate all'interno di grossi canestri adeguatamente coperte per mantenerle tiepide.
Le ciambelle venivano confezionate in tre grandezze differenti in base al peso della pasta impiegata: da un etto, due etti e quattro etti circa.